# Calcarele din Dealul Măgura
Calcarele din Dealul Măgura alcătuiesc o arie protejată de interes național ce corespunde categoriei a IV-a IUCN (rezervație naturală de tip mixt), situată în sudul Munților Metaliferi, în județul Hunedoara, pe teritoriul administrativ al comunei Băița.
Rezervația cu o suprafață de 120 ha, prezintă un interes peisagistic, speologic, floristic și faunistic deosebit. Formațiunile carstice sunt reprezentate de peșteri și doline cu numeroase vestigii paleolitice. Vegetația stâncăriilor cuprinde numeroase elemente termofile rare.